# Los Llanitos
Los Llanitos es un corregimiento del distrito de San Carlos en la provincia de Panamá Oeste, República de Panamá. La localidad tiene 3.264 habitantes (2010).
El corregimiento de Los Llanitos se compone de los siguientes regimientos:
- El Marín
- Las Peñitas
- Caimitillo
- Las Margaritas
- Los Yerbos
- Los Llanitos
- Río de Jesús
- El Roble
- Chichibalí
- Mata Ahogado
- Cerro Peña

En este corregimientos se encuentra varios cerros como El Cerro La Silla, Cerro Agudo, etc., y también presenta muchos chorros o saltos naturales.